# Amiota bicolorata
Amiota bicolorata este o specie de muște din genul Amiota, familia Drosophilidae, descrisă de Bock în anul 1989. Conform Catalogue of Life specia Amiota bicolorata nu are subspecii cunoscute.